# Абдрахманов, Эльдар Маратович
Эльдар Маратович Абдрахманов (каз. Елдар Маратұлы Әбдірахманов; род. 16 января 1987, Уральск) — казахстанский футболист, полузащитник клуба «Акжайык».

## Карьера
Футбольную карьеру начал в 2004 году в составе клуба «Акжайык-2».
В 2005 году стал игроком клуба «Жастар».
В 2006 году подписал контракт с клубом «Акжайык».
В 2008 году играл за «Ордабасы» за который провёл 23 матчей в Премьер-лиге.
В начале 2017 года перешёл в «Атырау».

## Достижения
«Акжайык»
- Чемпион Первой лиги Казахстана: 2015

«Атырау»
- Финалист Кубка Казахстана (3): 2017, 2018, 2019